# Dân Quyền, Thương Khâu
Dân Quyền (chữ Hán giản thể: 民权县, bính âm: Mínquán Xiàn, Hán Việt: Dân Quyền huyện) là một huyện thuộc địa cấp thị Thương Khâu, tỉnh Hà Nam, Cộng hòa Nhân dân Trung Hoa. Huyện Dân Quyền có diện tích 1222 km2, dân số năm 2002 là 850.000 người, huyện lỵ là trấn Thành Quan
Huyện này được chia ra thành các đơn vị hành chính gồm 6 trấn, 13 hương. 
- Trấn: Long Đường, Thành Quan, Bắc Quan, Nhân Hoà, Trình Trang và Vương Trang Trại.
- Hương: Lý Đường, Hoa Viên, Duẫn Điếm, Song Tháp, Thuận Hà, Trử Miếu, Dã Cương, Lão Nhan Tập, Tôn Lục, hương dân tộc Hồi Hồ Tập, Vương Kiều, Lâm Thất và hương dân tộc Hồi Bá Đường.